# Gustavs Zemgals

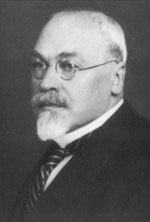
Gustavs Zemgals (1927)

Gustavs Zemgals (* 12. August 1871 in der Landgemeinde Džūkste, heute Tukuma Novads, Kreis Tukums, Lettland; † 6. Januar 1939 in Rīga) war ein lettischer Politiker und der zweite Präsident Lettlands.

## Leben
Nach dem Besuch der Grundschule in Saka ging Zemgals auf das Nikolai-Gymnasium in Riga. 1899 erlangte er einen Abschluss in den Rechtswissenschaften der Moskauer Universität. Er kehrte nach Lettland zurück, wurde Rechtsanwalt und Zeitungsherausgeber und betätigte sich politisch.
1904, während des Russisch-Japanischen Kriegs wurde Zemgals an die Front einberufen, wo er eineinhalb Jahre blieb und bis zum Hauptmann befördert wurde. Nach Lettland 1905 zurückgekehrt, war Zemgals einer der Gründer einer neuen freiheitlichen Zeitung Jaunā Dienas Lapa („Das Neue Tagesblatt“) und wurde deren Herausgeber. Er gab auch die Nachfolgezeitung dieses Blattes, Mūsu Laiki („Unsere Zeiten“), heraus und arbeitete an einer Zeitschrift Domas („Gedanken“). Bald danach gründete Zemgals mit anderen die Lettische Demokratische Partei.
Mit Ausbruch des Ersten Weltkriegs wurde Zemgals erneut eingezogen. Zunächst kam er zu einer Infanteriedivision in Mittel-Lettland, später nach Finnland. 1917 kehrte Zemgals abermals nach Riga zurück und wurde zum Vorsitzenden des Stadtrates gewählt. Zu dieser Zeit war er aktives Mitglied der Lettischen radikaldemokratischen Partei.
Von 1918 an war Zemgals im Vorläufigen lettischen Nationalkongress, wo er sich mit dem Thema der besetzten lettischen Gebieten beschäftigte. Als Mitglied der lettischen radikaldemokratischen Partei wurde er 2. stellvertretender Vorsitzender des Tautas Padome (Volksrats), eines repräsentativen Übergangsparlaments der politischen Parteien und Organisationen Lettlands. In diesem Amt saß er am 18. November 1918 der Versammlung des Volksrates vor, der die Unabhängigkeit Lettlands erklärte. Am 3. Dezember 1919 wurde er zum Vorsitzenden des Stadtrats von Riga gewählt.
Als die Bolschewiki die Macht übernahmen und sich Lettland näherten, schickte der Volksrat Jānis Čakste und Zemgals ins Ausland, um die lettischen Interessen zu vertreten. Čakste, Zemgals und verschiedene andere Regierungsmitglieder fuhren auf einem britischen Kriegsschiff nach Kopenhagen. Zemgals versuchte nach zwei Monaten zurückzukommen und den Volksrat wiederherzustellen, wurde jedoch von der deutschen Armee verhaftet.
Später saß er für die Demokratiskā Centra Partija im lettischen Parlament, der Saeima und war Minister in mehreren Regierungen. Nach dem Tod von Jānis Čakste 1927, wurde er zum lettischen Präsidenten gewählt. Als Präsident mischte er sich wenig in die Gesetzgebung der Saeima ein und ließ nur einmal ein Gesetz zur Überarbeitung zurückgehen, jedoch nutzte er sein Recht, Amnestien zu gewähren, ausgiebig. 648 Personen wurden von ihm begnadigt, 172 davon wurde die Strafe ganz erlassen. Er blieb Präsident bis zum Ende seiner Amtszeit 1930 und obwohl ihn viele darum baten, lehnte er es ab, für eine zweite Amtsdauer zu kandidieren.
Nach dem Ende seiner Präsidentschaft nahm Zemgals seine politische Tätigkeit wieder auf und wurde in die vierte Saeima gewählt, wo er in verschiedenen Kommissionen mitwirkte. Er veröffentlichte Artikel in der Zeitung Jaunākās Ziņas (Letzte Neuigkeiten). Am 6. Januar 1939 starb Zemgals und wurde in Riga beerdigt.

## Ehrungen
1990 wurde ihm zu Ehren in seinem Geburtsort Džūkste ein Denkmal errichtet.